# 广川站
广川站（：／ Gwangcheon yeok */?）是長項線沿線的一座鐵路車站，位于韓國忠清南道洪城郡廣川邑，有新村號、無窮花號及西海金光列車停靠。

## 历史
- 1923年12月1日 - 落成使用。

## 相鄰車站
韩国铁道公社
长项线
新城－廣川－元竹